# Kapten Puff
Kapten Puff var en veckotidning, som utgavs i Stockholm under åren 1856–1865 och 1872–1874 med Carl Henrik Rydberg (1820–1902) som redaktör.
Namnet kom från Olof Kexels komedi "Capitain Puff eller storprataren". Tidningen startades som ett led i ett motstånd mot Sveriges utrikespolitik under 1850-talet, och nystartades under början av 1870-talet av missnöje för mot 1871 års riksdagspolitik.
Tidningen hade många "vassa" skribenter, bl.a. följande:
- Carl Henrik Rydberg
- Carl August Adlersparre
- Lars Johan Hierta
- Karl af Kullberg
- Johan Gustaf Schultz
- Lars Johan Siktberg

## Fotnoter
1. ↑  Carl-Henrik Rydberg Runeberg.org
2. ↑  vilken kan laddas ner från Kungliga Biblioteket
3. ↑  Nordisk Familjebok, Första upplagan, band 8, 1884, s. 238.
4. ↑  Nordisk Familjebok, Uggleupplagan, band 13, Th. Westrin m.fl., 1910, s. 885. Jfr Sveriges periodiska tidskrifter 2 s 311